# Ikrame Kastit
Ikrame Kastit (10 oktober 1985) is een Belgische politica voor Groen.

## Levensloop
Kastit is een dochter uit een Marokkaans arbeidersgezin.
Van 2013 tot 2015 was Kastit voorzitter van de districtsraad van Borgerhout. In 2015 werd ze lid van de Antwerpse gemeenteraad, nadat Meyrem Almaci ontslag nam om zich te concentreren op het voorzitterschap van de partij. Ze nam hierop ontslag uit de districtsraad van Borgerhout, waar ze werd opgevolgd door Yves Aerts.
Kastit werkte tot juni 2022 voor Uit De Marge, een vzw die ijvert voor de rechten van maatschappelijk kwetsbare kinderen en jongeren door maatschappelijke verandering. Sinds juli 2022 is zij directeur bij het Vlaams ABVV.
Kastit werd in 2012 bedreigd door Sharia4Belgium omdat ze zich had uitgesproken tegen extremisme.